# 拉博里區
拉博里區是聖盧西亞的10個區之一，位於該國南部，東毗伯堡區，南臨加勒比海，西接舒瓦瑟爾區，面積38平方公里，2001年人口7,978，人口密度為每平方公里209.9人。

## 聚居地
- 拉博里
- 伦敦德里

## 外部連結
- Laborie Community Portal （页面存档备份，存于）